# بادميني كولهابوري
بادميني كولابور (بالإنجليزية: Padmini Kolhapure)‏ ممثلة هندية شهيرة من مواليد 1نوفمبر 1968 اشتهرت في عقد الثمانينات كما شاركت في آخر أفلام الممثل الهندي الراحل سانجيف كومار جارت البروفيسور أشهر أفلامها بريم روج وسوتان واكنا بهالي حصلت على جائزة أفضل ممثلة فلم فير 1980 و رشحت 1985 و حصلت أفضل ممثلة مساعدة 1982 و رشحت 1983
مثلت في 66 فيلم وموسيقية في 4 أفلام ومغنية في فيلمين وظهور خاص في فيلم ومنتجة فيلم أي شاركت في 74 عمل خلال حياتها أفضل ممثلة في الهند كالكار 2003 و أفضل ممثلة في فيلم مهراتي جوائز الشاشة 2006 أشهر من عملت معهم هم راجيش خانا وريشي كابور.

## وصلات خارجية
- بادميني كولهابوري على موقع IMDb (الإنجليزية)
- بادميني كولهابوري على موقع قاعدة بيانات الفيلم (الإنجليزية)